# Corredor Agraciada/Garzón
El corredor Agraciada/Garzón es uno de los corredores de la ciudad de Montevideo creados a partir del Sistema de Transporte Metropolitano. El Corredor esta estructurado sobre la base de un carril exclusivo para líneas troncales del sistema, las cuales conectan el centro con la zona noroeste de Montevideo y su área metropolitana.
A su vez, el corredor cuenta con otros cinco kilómetros de recorrido sobre la avenida Agraciada, el cual no cuenta con un carril exclusivo, ni infraestructura. 

## Características
El corredor sobre la avenida General Flores cuenta con dos carriles exclusivos para el transporte de ómnibus urbanos y suburbanos, y otros cuatro para vehículos particulares. Con una extensión total de seis kilómetros, los dos carriles (ida y retorno) de exclusividad para el transporte de ómnibus urbanos se encuentran en el centro de la avenida. El mismo se extiende desde la calle José Llupes en el barrio Belvedere hasta la intersección de la Avenida Garzón y Camino Colman en el barrio Villa Colón o Colón, en donde todas las líneas de transporte acceden a la terminal multimodal de Colón, construida para el mejor funcionamiento del corredor y donde además el hecho de ser una terminal multimodal, permite la combinación del  ferrocarril con líneas de ómnibus y viceversa. 
El Corredor homónimo, junto con la terminal Colón fueron inaugurados el 4 de diciembre de 2012, durante la gestión de la Intendenta de Montevideo, Ana Olivera.

## Proyecto
En un principio, ante la implantación del plan de movilidad urbana, fueron propuestos diversos proyectos, los cuales no se llevaron a cabo por diferentes motivos. En uno de estos proyectos, se pretendía que la cabecera inicial del corredor Garzón se ubicara en un intercambiador central — sobre la intersección de las calles Guatemala, Rondeau, Paraguay y Panamá — y culminara su recorrido en la Terminal Colón — sobre la Av. Garzón, Cno. Colman, Vía férrea y Cno. Durán —, donde descansarán las unidades afectadas a ese servicio.
Este corredor estaría integrado por el par Paraguay‑Rondeau, la Av. Agraciada en su totalidad, San Quintín desde Av. Agraciada a Av. Garzón y la Av. Garzón desde San Quintín a Cno. Colman, y tendría una extensión total de 11.6 kilómetros
De forma complementaria, se había planeado que desde la zona de Paso Molino se construiría un corredor hacia la Terminal de Paso de la Arena, recorriendo con carril exclusivo entre las calles Santa Lucía‑Llupes. En el mismo también se proyectaba que la Av. Carlos María Ramírez contara con un carril preferencial para el STM hasta la Terminal del Cerro.
Esta vía no tendrá una solución uniforme para todo el recorrido sino que el perfil irá variando en los distintos tramos para adaptarse a cada situación urbana, con la premisa de minimizar los costos y el impacto al entorno. El proyecto nunca llegó a concretarse.

## Líneas
La línea troncal del Corredor Agraciada - Garzón es la G que une la Terminal Colón con Playa Malvín y Portones Shopping, dicha línea fue una reformulación de la línea 468 y de la 130 (esta último volvió a denominarse 130 en el año 2020). Además, circulan por el corredor líneas alimentadoras de la G y de la Terminal Colón; y también otras líneas sin reformular.

### Línea troncal
- G

### Líneas alimentadoras
- G3
- G6
- G8
- G10
- G11

### Líneas por Corredor Garzón

#### Urbanas, diferenciales y locales
| - 2 - 130 - 145 - 147 - 148 - 174 - 329 | - 409 - 526 - D5 - L3 - L28 - L29 |

#### Suburbanas
| - 1A - 2A - 4A - 4AC - 4D - 4DR - 5D | - 230 - 802 - 803 - 804 - 807 - 808 - 809 |

## Evaluaciones
El Corredor Garzón nació como un BRT (Tránsito Rápido por Autobús) con aportes del BID. En un informe interno del Banco se evaluó el proyecto como fracaso.